# Championnats d'Europe de natation 1931
Navigation
Édition précédente Édition suivante
La 3e édition des Championnats d'Europe de natation se déroule du 23 au 30 août 1931 à Paris en France. Le pays accueille pour la première fois cet événement organisé par la Ligue européenne de natation. Trois disciplines de la natation — natation sportive, plongeon et water-polo — figurent au programme, composé de 16 épreuves.

## Tableau des médailles
| Rang  | Nation             | Or | Argent | Bronze | Total |
| ----- | ------------------ | -- | ------ | ------ | ----- |
| 1     | Royaume de Hongrie | 5  | 2      | 2      | 9     |
| 2     | Allemagne          | 3  | 4      | 4      | 11    |
| 3     | Pays-Bas           | 3  | 2      | 0      | 5     |
| 4     | Autriche           | 2  | 1      | 1      | 4     |
| 5     | Royaume-Uni        | 1  | 3      | 3      | 7     |
| 6     | France             | 1  | 2      | 2      | 5     |
| 7     | Finlande           | 1  | 0      | 0      | 1     |
| 8     | Italie             | 0  | 1      | 3      | 4     |
| 9     | Suède              | 0  | 1      | 0      | 1     |
| 10    | Tchécoslovaquie    | 0  | 0      | 1      | 1     |
| Total | Total              | 16 | 16     | 16     | 48    |

## Natation

### Tableau des médailles en natation
| Rang  | Nation             | Or | Argent | Bronze | Total |
| ----- | ------------------ | -- | ------ | ------ | ----- |
| 1     | Royaume de Hongrie | 4  | 2      | 2      | 8     |
| 2     | Pays-Bas           | 3  | 2      | 0      | 5     |
| 3     | Royaume-Uni        | 1  | 3      | 3      | 7     |
| 4     | Allemagne          | 1  | 2      | 1      | 4     |
| 5     | France             | 1  | 1      | 1      | 3     |
| 6     | Finlande           | 1  | 0      | 0      | 1     |
| 7     | Italie             | 0  | 1      | 3      | 4     |
| 8     | Tchécoslovaquie    | 0  | 0      | 1      | 1     |
| Total | Total              | 11 | 11     | 11     | 33    |

### Résultats

#### Hommes
| Épreuve         | Or                                                                           | Argent                                                                           | Bronze                                                                       |
| Nage libre      |                                                                              |                                                                                  |                                                                              |
| 100 m libre     | István Bárány (HUN) 59 s 80                                                  | András Székely (HUN) 1 min 0 s 80                                                | Pavel Steiner (TCH) 1 min 3 s                                                |
| 400 m libre     | István Bárány (HUN) 5 min 4 s                                                | Jean Taris (FRA) 5 min 4 s 20                                                    | Paolo Costoli (ITA) 5 min 13 s 80                                            |
| 1500 m libre    | Olivér Halassy (HUN) 20 min 49 s                                             | Giuseppe Perentin (ITA) 20 min 50 s 60                                           | Paolo Costoli (ITA) 21 min 9 s 40                                            |
| Dos             |                                                                              |                                                                                  |                                                                              |
| 100 m dos       | Gerhard Deutsch (GER) 1 min 14 s 80                                          | Aladár Bitskey (HUN) 1 min 15 s 80                                               | Károly Nagy (HUN) 1 min 16 s 20                                              |
| Brasse          |                                                                              |                                                                                  |                                                                              |
| 200 m brasse    | Ivo Reingoldt (FIN) 2 min 52 s 20                                            | Karl Wittenberg (GER) 2 min 52 s 40                                              | Erwin Sietas (GER) 2 min 55 s                                                |
| Relais          |                                                                              |                                                                                  |                                                                              |
| 4 × 200 m libre | Hongrie András Wanié László Szabados András Székely István Bárány 9 min 34 s | Allemagne Karl Schubert Raimund Deiters Hans Balk Herbert Heinrich 9 min 48 s 60 | Italie Antonio Conelli Sirio Banchelli Ettore Baldo Paolo Costoli 9 min 49 s |

#### Femmes
| Épreuve         | Or                                                                                    | Argent                                                                                       | Bronze                                                                   |
| Nage libre      |                                                                                       |                                                                                              |                                                                          |
| 100 m libre     | Yvonne Godard (FRA) 1 min 10 s                                                        | Willemijntje den Ouden (NED) 1 min 11 s 80                                                   | Joyce Cooper (GBR) 1 min 12 s                                            |
| 400 m libre     | Marie Braun (NED) 5 min 42 s                                                          | Joyce Cooper (GBR) 5 min 54 s                                                                | Yvonne Godard (FRA) 5 min 55 s 40                                        |
| Dos             |                                                                                       |                                                                                              |                                                                          |
| 100 m dos       | Marie Braun (NED) 1 min 22 s 80                                                       | Joyce Cooper (GBR) 1 min 23 s 60                                                             | Phyllis Harding (GBR) 1 min 24 s 80                                      |
| Brasse          |                                                                                       |                                                                                              |                                                                          |
| 200 m brasse    | Cecelia Wolstenholme (GBR) 3 min 16 s 40                                              | Jenny Kastein (NED) 3 min 18 s 20                                                            | Margery Hinton (GBR) 3 min 20 s 40                                       |
| Relais          |                                                                                       |                                                                                              |                                                                          |
| 4 × 100 m libre | Pays-Bas Truus Baumeister Marie Vierdag Willemijntje den Ouden Marie Braun 4 min 55 s | Royaume-Uni Elizabeth Valerie Davies Phyllis Harding Jean McDowell Joyce Cooper 5 min 0 s 80 | Hongrie Margit Mallász Ilona Tóth Margit Sipos Magda Lenkei 5 min 2 s 20 |

## Water-polo
| Épreuve | Médaille d'or | Médaille d'argent | Médaille de bronze |
| Hommes  | Hongrie       | Allemagne         | Autriche           |

## Plongeon
| Épreuve         | Médaille d'or            | Médaille d'argent       | Médaille de bronze         |
| Hommes          |                          |                         |                            |
| Tremplin de 3 m | Ewald Riebschläger (GER) | Maurice Lepage (FRA)    | Willi Neumann (GER)        |
| Haut vol à 10 m | Josef Staudinger (AUT)   | Willi Neumann (GER)     | Ewald Riebschläger (GER)   |
| Femmes          |                          |                         |                            |
| Tremplin de 3 m | Olga Jordan (GER)        | Madi Epply (AUT)        | Schlüter (GER)             |
| Haut vol à 10 m | Madi Epply (AUT)         | Ingeborg Sjöqvist (SWE) | Renée Cretté-Flavier (FRA) |